# タトラT3 (サラエヴォ市電)
この項目では、ČKDタトラが製造した路面電車車両（タトラカー）のタトラT3（タトラT3YU）のうち、ボスニア・ヘルツェゴビナ（旧：ユーゴスラビア）の首都・サラエヴォの路面電車であるサラエヴォ市電で使用された車両について解説する。

## 概要
サラエヴォ市電は、ボスニア・ヘルツェゴビナ（旧：ユーゴスラビア）の首都・サラエヴォ市内を運行する路面電車である。1885年に馬車鉄道として開通して以降、軌間は760 mmの狭軌路線であったが、1960年までに全区間とも1,435 mm（標準軌）への改軌が行われた他、同年にはサラエボ中心部と郊外のイリジャを結ぶ郊外路線が開通した。これに合わせて、路面電車を運営していたサラエヴォ市は、現在のクロアチアに拠点を置くジュロー・チャコビッチ工場へ新型車両の発注を検討していたが、提示された新造費用は39億ディナールに達し、当時の財政状況では全額を支払う事が困難だった。
そのため、サラエヴォ市は新造車両の導入を断念し、その代わり1960年代に廃止されたアメリカ合衆国・ワシントンD.C.の路面電車網で使用されていたPCCカーの譲渡によって賄う事が決定し、1958年から1962年にかけて多数の車両が導入され、うち71両が営業運転に用いられた。更に利用客増加に対応するため。1964年には9両が2車体連接車へ改造された。だが、これらの車両は1941年 - 1944年に製造されたものであり、サラエヴォ市電での運用開始後は老朽化が問題視されるようになった。そこで1967年、ユーゴスラビア政府はチェコスロバキア政府との間に同国で生産されている路面電車車両・タトラカーを導入する契約を交わした。そして同年から営業運転を開始したのがタトラT3YUである。
タトラカーはチェコスロバキア（現：チェコ）にかつて存在した鉄道車両メーカーであるČKDタトラが製造した路面電車車両の総称で、タトラT3はその中でも13,000両以上が生産され、東側諸国各地へ導入された片運転台のボギー車であった。サラエヴォ市電に導入されたタトラT3YUはユーゴスラビア向けに設計が行われた形式で、集電装置（菱形パンタグラフ）が車体後方に設置されていた他、前面窓の上部にある方向幕は初期の2両を除き横に長い大型の形状が用いられていた。

## 運用
最初の車両は1967年夏季にサラエヴォ市電へ到着した後、9月1日から営業運転を開始し、1969年までに全20両が納入された。以降は同時期にČKDタトラが製造した2車体連接車であるタトラK2YUと共に市電の各路線に投入され、老朽化が深刻化したPCCカーを置き換えた。タトラT3YUは連結器を有しており総括制御も可能な構造であったが、サラエヴォ市電の利用客数と比較して輸送力が過剰となる連結運転は行われなかった。だが一方で1両（単行）での運用では輸送力不足という側面もあり、以降の増備はタトラK2YUによって実施される事となった。
1980年代初期まではタトラK2YUと共に使用されていた事が確認されているが、1983年から1984年頃に定期運用から離脱したと推測されており、1990年代のボスニア・ヘルツェゴビナ紛争以降に残存する車両は2両（125、128）のみとなった。そのうち125は長期に渡る留置の末2004年頃に解体され、最後の残存車両となった事業用車両の128についても2017年時点で放置状態が続いている。

## 参考資料
- Jan Čihák (2018-1). “Nur 16 Jahre...”. Strassenbahn Magazin (GeraMond Verlag GmbH):  48-50.